# Tan Qinghua
Tan Qinghua (譚慶華S, Tán QìnghuáP, trascritto anche Tam Heng Wa; 25 dicembre 1986) è un calciatore macaense, di ruolo portiere.